# Tortula buyssonii
Tortula buyssonii là một loài Rêu trong họ Pottiaceae. Loài này được (H. Philib.) Broth. miêu tả khoa học đầu tiên năm 1902.